# Meningoencefalomielite
La meningoencefalomielite è un processo infiammatorio che colpisce contemporaneamente l'encefalo, le meningi e il midollo spinale. Si distingue dalla meningoencefalite, che non colpisce il midollo spinale, e dall'encefalomielite, che colpisce l'encefalo e il midollo spinale. La meningoencefalomielite è la forma più grave di encefalite, perché colpisce tre organi fondamentali per il funzionamento del sistema nervoso. I sintomi includono: mal di testa, febbre alta, nausea e/o vomito, convulsioni e sonnolenza, essi sono simili a quelli della meningite. La forma acuta della meningoencefalomielite dura da 2 a 6 settimane, quella cronica dura più di 6 settimane.
L'eziologia (causa) della meningoencefalomielite è  principalmente caratterizzata da infezioni virali, ma sono stati riscontrati dei casi in cui la causa era di tipo autoimmune. Questa malattia neurologica è stata osservata anche in alcuni animali come cani e gatti.